# Enskedespelet
Enskedespelet är en kultur- och teaterförening som bildades 1981 i syfte dokumentera Enskedes historia. Sedan det första spelet 1983 har föreningen uppfört 16 spel i  Margaretaparken i Gamla Enskede som sammanlagt engagerat minst 4 000 personer. Varje spel drar en publik på mellan 3 500 och 4 000 personer. Mellan spelen bedriver föreningen bland annat ett återkommande kulturcafé som kallas Café Hörnet och i augusti 2002 arrangerades en jazzfestival i Margaretaparken tillsammans med Stockholms Parkteater. Enskedespelet har också en aktiv teaterverksamhet för cirka 130 barn, ungdomar och vuxna varje vecka.

## Enskedespel genom åren
- 1983 - Enskedespelet i regi av Kent Ekberg
- 1984 - Enskedespelet i regi av Kent Ekberg
- 1987 - Råttans år i regi av Kent Ekberg
- 1991 - Lilla Dorrit i regi av Kent Ekberg
- 1993 - Den goda människan från Sezuan i regi av Kent Ekberg
- 1994 - Romeo och Juliet i regi av Kent Ekberg
- 1995 - Den kaukasiska kritcirkeln i regi av Kent Ekberg
- 1997 - Samhällets olycksbarn i regi av Kent Ekberg
- 2001 - Getterna i trädet i regi av Kent Ekberg
- 2001 - Alice i Underlandet i regi av Johanna Huss
- 2003 - Peer Gynt i regi av Johanna Huss
- 2006 - Pinocchio i regi av Johanna Huss
- 2008 - Peter Pan och Wendy i regi av Johanna Huss
- 2010 - Momo - eller kampen om tiden i regi av Johanna Huss
- 2012 - Det blåser på månen i regi av Johanna Huss
- 2014 - Oliver Twist i regi av Johanna Huss
- 2016 - Alice i Underlandet av Johanna Huss
- 2018 - En julsaga i regi av Johanna Huss
- 2023 - Pelle Snygg och barnen i Snaskeby samt Max och Moritz i regi av Johanna Huss
- 2024 - Häxtävlingen i regi av Johanna Huss